# Klaus Bepler
Klaus Bepler (* 15. April 1947 in Frankfurt am Main) ist ein deutscher Jurist und ehemaliger Vorsitzender Richter am Bundesarbeitsgericht.

## Leben und Wirken
Bepler studierte von 1966 bis 1970 Rechtswissenschaften, Geschichte und Psychologie an den Universitäten in Marburg an der Lahn und Frankfurt am Main. 1971 legte er sein erstes juristisches Staatsexamen ab. Daran schloss sich eine mehrjährige Tätigkeit als wissenschaftlicher Mitarbeiter und Assistent bei Herbert Fenn an der Universität Bonn an. 1976 folgte das zweite juristische Staatsexamen. 1980 trat Bepler in die Arbeitsgerichtsbarkeit ein. Von 1986 bis 1988 war er als abgeordneter wissenschaftlicher Mitarbeiter am Bundesarbeitsgericht tätig. Nach Tätigkeiten an den Arbeitsgerichten Aachen, Bonn und Cottbus sowie seit April 1993 bei dem damaligen Landesarbeitsgericht Brandenburg wurde er im Mai 1993 zum Richter am Bundesarbeitsgericht ernannt. Zunächst dem Vierten Senat zugeordnet, gehörte er ab 1994 dem Dritten Senat an. Dem folgte im Dezember 2004 die Ernennung zum Vorsitzenden Richter und im Januar 2005 somit die Übernahme des Vorsitzes des 4. Senates des Bundesarbeitsgerichts. Zum 31. Mai 2012 trat Bepler in den Ruhestand.
Neben der richterlichen Tätigkeit wirkte Bepler in der akademischen Lehre mit. Seit 2009 ist er Honorarprofessor an der Martin-Luther-Universität Halle-Wittenberg. Auch hat Bepler den Vorsitz des Vermittlungsausschusses der zentralen Kommission zur Ordnung des Arbeitsvertragsrechts im kirchlichen Dienst der Katholischen Kirche in Deutschland inne.